# 21815 Fanyang
A 21815 Fanyang (ideiglenes jelöléssel 1999 TF29) a Naprendszer kisbolygóövében található aszteroida. A LINEAR projekt keretében fedezték fel 1999. október 4-én.